# Coupole octogonale allongée
 (novembre 2024).
Pour les articles homonymes, voir Coupole (homonymie).
En géométrie, la coupole octogonale allongée est un des solides de Johnson (J19). Comme son nom l'indique, il peut être construit en allongeant une coupole octogonale (J4) en attachant un prisme octogonal à sa base. Le solide peut être vu comme un rhombicuboctaèdre avec son "couvercle" (une autre coupole octogonale) enlevé.
Les 92 solides de Johnson ont été nommés et décrits par Norman Johnson en 1966.